# اچ‌ام‌اس تورو (پی۳۲۴)
اچ‌ام‌اس تورو (پی۳۲۴) (به انگلیسی: HMS Thorough (P324)) یک زیردریایی بود که طول آن ۲۷۶ فوت ۶ اینچ (۸۴٫۲۸ متر) بود. این زیردریایی در سال ۱۹۴۳ ساخته شد.